# Риђотрба сеница
Риђотрба сеница (Melaniparus rufiventris) је врста птице певачице из породице сеница. Насељава Африку од Републике Конго, преко Демократске Републике Конго до Намибије на југу и Танзаније и северног Мозамбика на истоку.

## Опис
Риђотрба сеница достиже дужину од 15 cm. Перје на леђима, крилима, грудима и репу је различитих нијанси црне и сиве боје, док је на трбуху риђе (црвенкастосмеђе) боје. Одрасле јединке имају жуте очи, док су очи младунаца смеђе боје.
Циметнотрба сеница (Melaniparus pallidiventris) се некадa сматрала конспецифичном са риђотрбом сеницом. Циметнотрба сеница има тамно сиве груди, трбух боје цимета и смеђе очи у свим узрастима.

## Таксономија
Риђотрба сеница је раније била једна од многих врста сврстаних у род Parus, али је премештена у васкрсли род Melaniparus након што је 2013. године објављена молекуларно−филогенетска анализа, према чијим резултатима припадници рода  Melaniparus чине засебни кладус.

## Станиште
Станиште су јој суптропске и тропске суве шуме миомбо.